# NUCB2
NUCB2 (англ. Nucleobindin 2) – білок, який кодується однойменним геном, розташованим у людей на короткому плечі 11-ї хромосоми. Довжина поліпептидного ланцюга білка становить 420 амінокислот, а молекулярна маса — 50 196.
| 10         |  | 20         |  | 30         |  | 40         |  | 50         |
| ---------- |  | ---------- |  | ---------- |  | ---------- |  | ---------- |
| MRWRTILLQY |  | CFLLITCLLT |  | ALEAVPIDID |  | KTKVQNIHPV |  | ESAKIEPPDT |
| GLYYDEYLKQ |  | VIDVLETDKH |  | FREKLQKADI |  | EEIKSGRLSK |  | ELDLVSHHVR |
| TKLDELKRQE |  | VGRLRMLIKA |  | KLDSLQDIGM |  | DHQALLKQFD |  | HLNHLNPDKF |
| ESTDLDMLIK |  | AATSDLEHYD |  | KTRHEEFKKY |  | EMMKEHERRE |  | YLKTLNEEKR |
| KEEESKFEEM |  | KKKHENHPKV |  | NHPGSKDQLK |  | EVWEETDGLD |  | PNDFDPKTFF |
| KLHDVNSDGF |  | LDEQELEALF |  | TKELEKVYDP |  | KNEEDDMVEM |  | EEERLRMREH |
| VMSEVDTNKD |  | RLVTLEEFLK |  | ATEKKEFLEP |  | DSWETLDQQQ |  | FFTEEELKEY |
| ENIIALQENE |  | LKKKADELQK |  | QKEELQRQHD |  | QLEAQKLEYH |  | QVIQQMEQKK |
| LQQGIPPSGP |  | AGELKFEPHI |  |            |  |            |  |            |

A: Аланін

C: Цистеїн

D: Аспарагінова кислота

E: Глутамінова кислота

F: Фенілаланін

G: Гліцин

H: Гістидин

I: Ізолейцин

K: Лізин

L: Лейцин

M: Метіонін

N: Аспарагін

P: Пролін

Q: Глутамін

R: Аргінін

S: Серин

T: Треонін

V: Валін

W: Триптофан

Кодований геном білок за функцією належить до фосфопротеїнів. 
Задіяний у такому біологічному процесі, як альтернативний сплайсинг. 
Білок має сайт для зв'язування з іонами металів, іоном кальцію, ДНК. 
Локалізований у цитоплазмі, ядрі, мембрані, ендоплазматичному ретикулумі, апараті гольджі.
Також секретований назовні.